# 弗拉基米尔·叶夫拉诺夫
弗拉基米尔·拉扎列维奇·叶夫拉诺夫（羅馬化：Vladimir Lazarevich Yevlanov；1948年8月3日—）是俄罗斯政治人物、第七届国家杜马议员。

## 人物生平
1967年，毕业于萨马拉国立航空航天大学，获得无线电电子设备电气技术员学位。1979年，他毕业于哈巴洛夫斯克高等党校。1991年，他毕业于库班国立大学经济系。
2004年10月5日，被任命为克拉斯诺达尔第一副市长，后来担任代市长。2005年9月，当选克拉斯诺达尔市长。2010年3月，他连任市长一职。
2016年，他当选第七届国家杜马议员。